# Cose di Amilcare
Cose di Amilcare és una associació cultural sense ànim de lucre i festival de música creat el 2012 a Barcelona. Està organitzat per Steven Forti i amb el suport de Sergio S. Sacchi. L'associació està auspiciada pels dos dels festivals de música d'autor més importants d'Europa: el Barnasants i el Club Tenco, el seu objectiu es posar en valor i difondre la cançó d'autor, promovent l'internacionalisme i donar suport a les propostes fora dels circuits comercials. Fent de pont entre cultures i connectant els cants dels pobles de la mediterrània a més de potenciar altres formes d'expressió artística, com el teatre, les arts plàstiques, la fotografia, la literatura i la dansa entre d'altres. El seu nom està dedicat a Amilcare Rambaldi, ànima del Club Tenco des de 1972 fins a la seva mort l'any 1995, tot prenent la frase de Vinícius de Moraes la vida, amic, és l'art de l'encontre. A les seves seus barcelonines, han passat pel festival artistes com: Jarek Nohavica, Sérgio Godinho, Mauro Pagani, Bobo Rondelli, Peppe Voltarelli, Alessio Lega, Agricantus, Piero Pesce, Fasuto Mesolella, Giovanna Marini, Juan Carlos Flaco Biondini. Joan Isaac,